# Billy Wilder

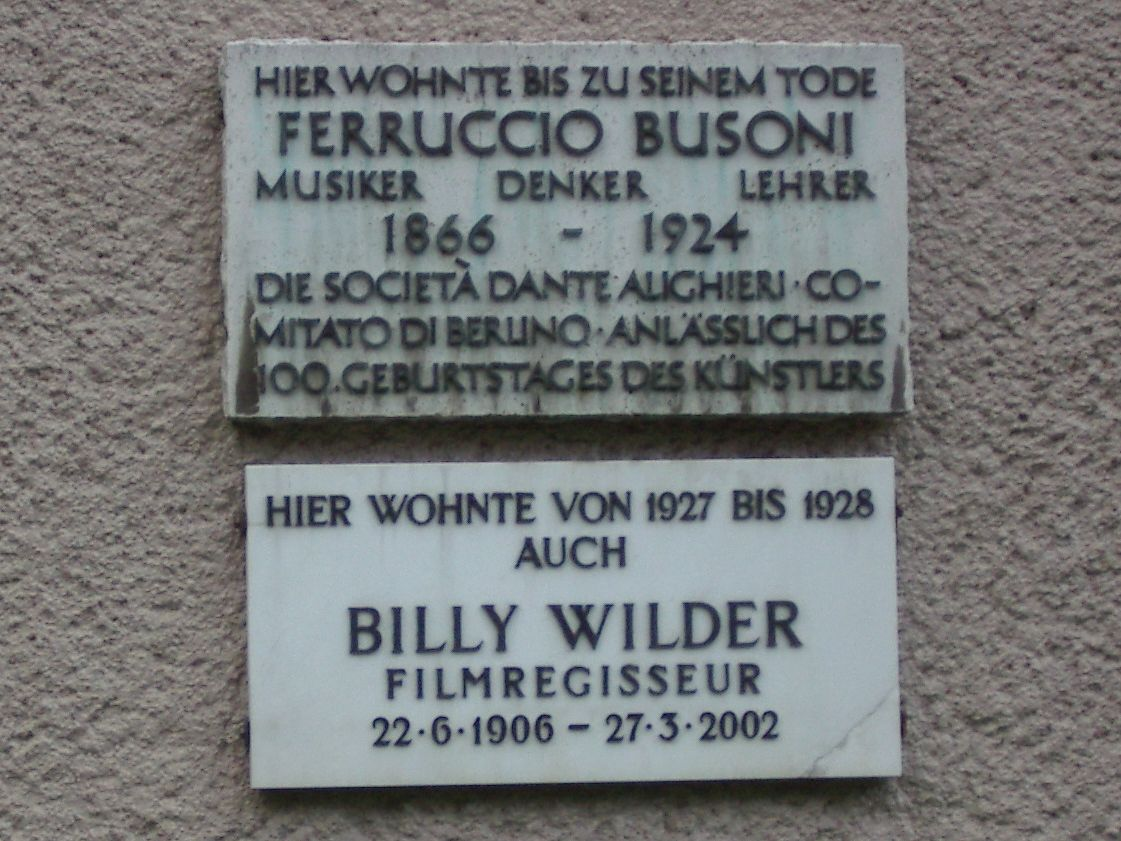
Placa comemorativa na casa onde morou Billy Wilder em Berlin-Schöneberg, Victoria-Luise-Platz 11

Billy Wilder (Sucha, 22 de Junho de 1906 — Beverly Hills, 27 de Março de 2002) foi um realizador de cinema estadunidense.
Sua carreira de roteirista, cineasta e produtor estendeu-se por mais de 50 anos em mais de 60 filmes e produziu filmes que foram bem recebidos tanto pelo público quanto pela crítica.

## Biografia
Nasceu Samuel Wilder na Galícia, na actual Polónia, filho de Max Wilder e Eugenia Dittler, ambos judeus. Originalmente pretendia tornar-se advogado, mas quando mudou-se para Viena abandonou a carreira, tornando-se jornalista. Mais tarde, com a experiência ganha, foi trabalhar num grande tablóide em Berlim, onde iniciou a sua carreira no cinema como roteirista, em 1929. Depois da ascensão de Hitler, em 1933, emigrou para França e, depois, para os Estados Unidos. Sua mãe e avós morreram em Auschwitz.
Apesar de não falar inglês quando chegou em Hollywood, aprendeu rápido o idioma e contou com a ajuda de Peter Lorre para ingressar na indústria cinematográfica estadunidense. Em parceria com Charles Brackett, escreveu clássicos como Ninotchka (1939) e Ball of Fire (1941). A partir de 1942, a dupla começou a fazer filmes, com Brackett produzindo e Wilder na direção. São dessa época clássicos como Double Indemnity (1944), Five Graves to Cairo (1943), The Lost Weekend (1945) (Oscar de melhor filme, direção e roteiro) e Sunset Boulevard (1950) (Oscar de melhor roteiro), após o qual, findou a parceria.
Seus filmes seguintes foram produzidos por ele mesmo, como Ace in the Hole (1951), e as comédias Some Like It Hot (1959) e The Apartment (1960), que lhe rendeu o Oscar de melhor filme e melhor direção. Aposentou-se em 1981.
Billy Wilder morreu de pneumonia em 2002, aos 95 anos de idade, após enfrentar problemas de saúde, incluindo câncer, em Beverly Hills, Los Angeles, e foi sepultado no Pierce Brothers Westwood Village Memorial Park and Mortuary em Westwood, Los Angeles, Califórnia.

## Carreira

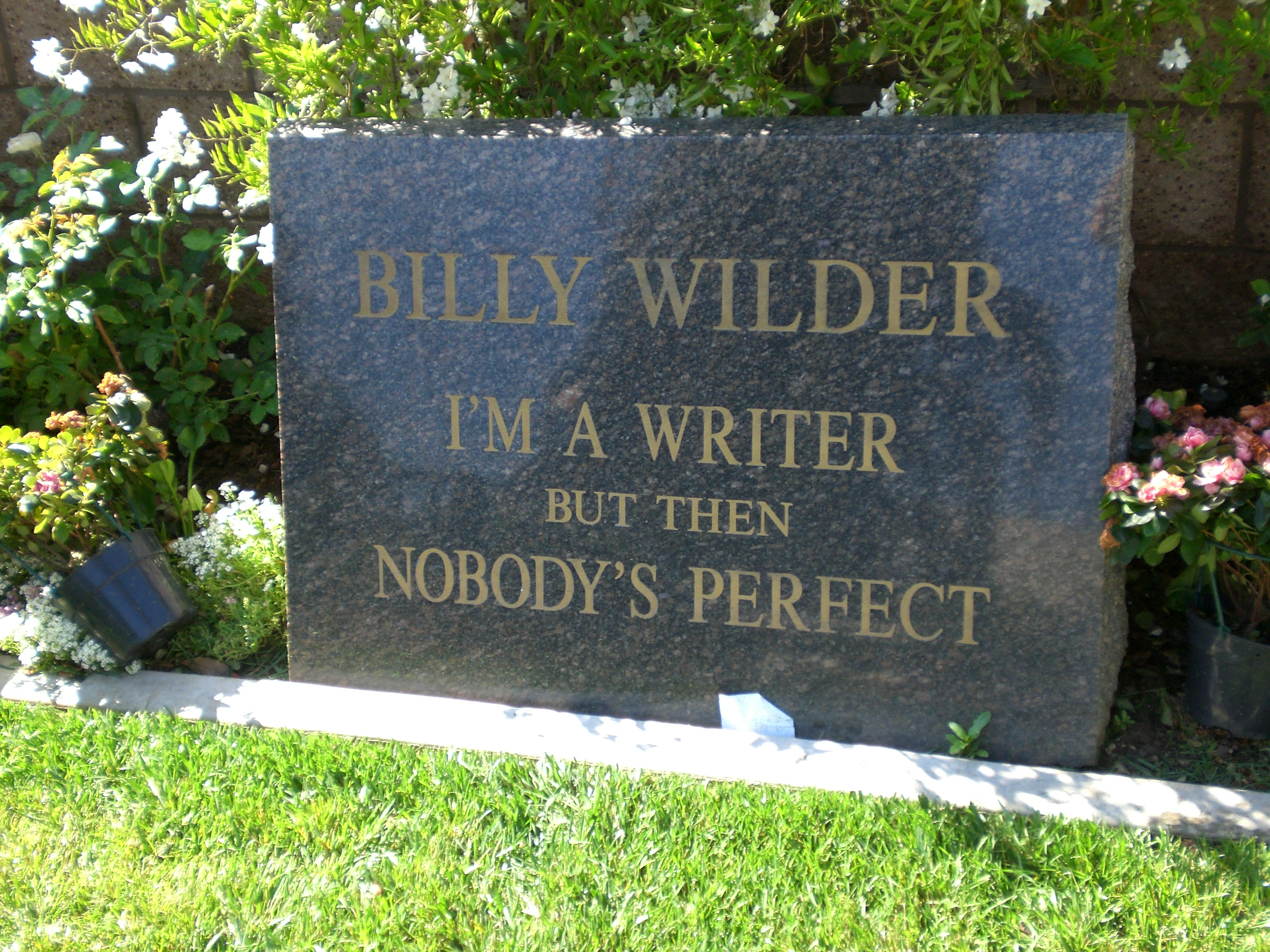
Lápide de Billy Wilder.

### Como realizador
| Título original                     | Título no Brasil                 | Título em Portugal        | Ano  |
| ----------------------------------- | -------------------------------- | ------------------------- | ---- |
| Mauvaise graine                     | Semente do mal                   | -                         | 1934 |
| The Major and the Minor             | A incrível Suzana                | A incrível Susana         | 1942 |
| Five Graves to Cairo                | Cinco covas no Egito             | Cinco covas no Egito      | 1943 |
| Double Indemnity                    | Pacto de sangue                  | Pagos a dobrar            | 1944 |
| The Lost Weekend                    | Farrapo humano                   | Farrapo humano            | 1945 |
| Death Mills                         | -                                | -                         | 1945 |
| A Foreign Affair                    | A mundana                        | A sua melhor missão       | 1948 |
| The Emperor Waltz                   | Valsa do imperador               | -                         | 1948 |
| Sunset Blvd.                        | Crepúsculo dos deuses            | Crepúsculo dos deuses     | 1950 |
| Ace in the Hole                     | A montanha dos sete abutres      | O grande carnaval         | 1951 |
| Stalag 17                           | Inferno nº 17                    | Stalag 17                 | 1953 |
| Sabrina                             | Sabrina                          | Sabrina                   | 1954 |
| The Seven Year Itch                 | O pecado mora ao lado            | -                         | 1955 |
| Witness for the Prosecution         | Testemunha de acusação           | -                         | 1957 |
| Love in the Afternoon               | Um amor na tarde                 | -                         | 1957 |
| The Spirit of St. Louis             | Águia solitária                  | -                         | 1957 |
| Some Like It Hot                    | Quanto mais quente melhor        | Quanto mais quente melhor | 1959 |
| The Apartment                       | Se meu apartamento falasse       | O apartamento             | 1960 |
| One, Two, Three                     | Cupido não tem bandeira          | Um, dois, três            | 1961 |
| Irma la Douce                       | Irma la Douce                    | Irma la Douce             | 1963 |
| Kiss Me, Stupid                     | Beija-me, idiota                 | -                         | 1964 |
| The Fortune Cookie                  | Uma loura por um milhão          | -                         | 1966 |
| The Private Life of Sherlock Holmes | A vida íntima de Sherlock Holmes | -                         | 1970 |
| Avanti!                             | Avanti… Amantes a italiana       | -                         | 1972 |
| The Front Page                      | A primeira página                | -                         | 1974 |
| Fedora                              | Fedora                           | O Segredo de Fedora       | 1978 |
| Buddy Buddy                         | Amigos, amigos, negócios a parte | -                         | 1981 |

### Prémios e indicações
- Prémio Irving G. Thalberg
- Ganhou o prémio concedido pela Academia de Artes e Ciências Cinematográficas, em 1988.

Óscar
- Recebeu oito nomeações na categoria de Melhor Realizador, por Double Indemnity (1944), The Lost Weekend (1945), Sunset Blvd. (1950), Stalag 17 (1953), Sabrina" (1954), Witness for the Prosecution (1957), Some Like It Hot (1959) e The Apartment" (1960); venceu em 1945 e 1960.
- Recebeu oito nomeações na categoria de melhor argumento, por Ninotchka (1939), A Porta de Ouro (1941), Double Indemnity"' (1944), "The Lost Weekend (1945), "'A Mundana" (1948), "Sunset Blvd." (1950), 'Ace in the Hole" (1951) e "Sabrina" (1954); venceu em 1945 e 1950.
- Recebeu duas nomeações na categoria de melhor argumento original, por The Apartment (1960) e The Fortune Cookie" (1966); venceu em 1960.
- Recebeu uma nomeação na categoria de melhor argumento adaptado, por Some Like It Hot (1959).
- Recebeu uma nomeação na categoria de melhor história original, por Bola de Fogo (1941).
- Venceu na categoria de melhor filme, por The Lost Weekend (1945) e The Apartment (1960).

Globo de Ouro
- Recebeu três nomeações na categoria de melhor realizador, por The Lost Weekend (1945), Sunset Blvd. (1950) e Avanti! (1972); venceu em 1945 e 1950.
- Recebeu duas nomeações na categoria de melhor argumento, por Sabrina (1954) e Avanti!" (1972); venceu em 1954.

Festival de Cannes
- Ganhou o Grande Prémio do Júri, por The Lost Weekend (1945).

Festival de Berlim
- Ganhou um Urso de Ouro honorário, em 1993.

Festival de Veneza
- Ganhou um Leão de Ouro honorário, em homenagem à sua carreira.

Prémio Bodil
- Venceu na categoria de melhor filme americano, por Sunset Blvd." (1950).